# Санаин (станция)
Санаин — железнодорожная станция Южно-Кавказской железной дороги. Названа и расположена по бывшему селу Санаин, ныне включённому в черту города Алаверди. Открыта в 1899 году.

## История
История станции неразрывно связана с историей железных дорог Армении. При открытии линии Тбилиси — Гюмри в 1892 году на станции было построено оборотное депо. Первым начальником депо был молодой выпускник Петербургского технического университета Матинян Анастас Саркисович (1868)
Когда в 1960—1980-х годах производилась электрификация Ереванского отделения ЗКЖД (ныне Южно-Кавказской железной дороги) некоторое время в Санаине заканчивалась контактная сеть. По станции производился оборот локомотивов. После электрификации участка Санаин — Гюмри оборотное депо пришло в упадок, а вскоре было закрыто. После прихода на железные дороги Армении ЗАО «ЮКЖД» оборотное депо восстановлено, сейчас оно снова действует.
Поезд Тбилиси — Ереван останавливается в Санаине всего на 1 минуту.